# Selección de sóftbol de Canadá
La Selección de sóftbol de Canadá es la selección oficial que representa a Canadá en eventos internacionales de sóftbol.

## Campeonatos

### Campeonato Mundial de Sóftbol
| 1966 | Ciudad de México       | 9.º            | 3              | 5              |
| 1968 | Oklahoma               | segundo        | 8              | 3              |
| 1972 | Marikina               | 1ro            | 10             | 1              |
| 1976 | Lower Hutt             | 1ro            | 11             | 3              |
| 1980 | Tacoma                 | segundo        | 7              | 0              |
| 1984 | Midland                | segundo        | 8              | 1              |
| 1988 | Saskatoon              | 3ro            | 12             | 3              |
| 1992 | Manila y Pasig         | 1ro            | 10             | 0              |
| 1996 | Midland                | segundo        | 13             | 2              |
| 2000 | East London            | 4.º            | 7              | 3              |
| 2004 | Christchurch           | segundo        | 8              | 3              |
| 2009 | Saskatoon              | 3ro            | 8              | 2              |
| 2013 | Auckland               | 5.º            | 6              | 3              |
| 2015 | Saskatoon              | 1ro            | 10             | 1              |
| 2017 | Whitehorse             | 3ro            | 8              | 2              |
| 2019 | Praga y Havlickuv Brod | Por disputarse | Por disputarse | Por disputarse |

### Campeonato Mundial de Sóftbol Sub-19
La selección de sóftbol de Nueva Zelanda también ha destacado en la categoría júnior al ubicarse en seis de once ocasiones en el podio del Campeonato.
| 1981 | Edmonton      | Participó      |
| 1985 | Fargo         | 3ro            |
| 1989 | Summerside    | segundo        |
| 1993 | Auckland      | 1ro            |
| 1997 | St. John's    | 3ro            |
| 2001 | Sídney        | 3ro            |
| 2005 | Summerside    | 3ro            |
| 2008 | Whitehorse    | 2do            |
| 2012 | Paraná        | 4.º            |
| 2014 | Whitehorse    | 7.º            |
| 2016 | Midland       | 3ro            |
| 2018 | Prince Albert | Por disputarse |

### Campeonato Panamericano de Sóftbol
| 1981 | I    | Maracay       | Sin información oficial |
| 1985 | II   | Medellín      | Sin información oficial |
| 1989 | III  | Paraná        | Campeón                 |
| 1993 | IV   | Monterrey     | Campeón                 |
| 1998 | V    | Valencia      | 4.º                     |
| 2002 | VI   | Guatemala     | 2º lugar                |
| 2006 | VII  | Hermosillo    | 2º lugar                |
| 2012 | VIII | Medellín      | Campeón                 |
| 2014 | IX   | Paraná        | 3er lugar               |
| 2017 | X    | Santo Domingo | Por disputarse          |

## Juegos multideportivos

### Juegos Panamericanos
El sóftbol comenzó a disputarse en la VIII edición de los Juegos Panamericanos, realizados en el año 1979. En las ediciones XV (año 2007) y XVI (año 2011), solo se disputó en la rama femenina. 
| 1979 | VIII  | San Juan       | 1° lugar       |
| 1983 | IX    | Caracas        | 1° lugar       |
| 1987 | X     | Indianápolis   | 1° lugar       |
| 1991 | XI    | La Habana      | 1° lugar       |
| 1995 | XII   | Mar del Plata  | 1° lugar       |
| 1999 | XIII  | Winnipeg       | 1° lugar       |
| 2003 | XIV   | Santo Domingo  | 1° lugar       |
| 2007 | XV    | Río de Janeiro | No hubo torneo |
| 2011 | XVI   | Guadalajara    | No hubo torneo |
| 2015 | XVII  | Toronto        | 1° lugar       |
| 2019 | XVIII | Lima           | Por disputarse |